# مانولو فالديز
مانولو فالديز (بالإسبانية: Manuel Valdés Blasco)‏ هو رسام إسباني، ولد في 8 مارس 1942 في بلنسية في إسبانيا.